# Peștera Ponoarele
Peștera Ponoarele este situată la o altitudine de 337 m. Lungimea sa este de 734 m. Peștera este o străpungere hidrogeologică realizată de apele ce se strâng în Lacul Zăton. Prezintă două intrări de dimensiuni mari. Galeria principală este subfosilă; la un nivel superior se găsește o galerie fosilă. În peșteră se adăpostesc numeroși lilieci din speciile Myotis, Miniopterus și Rinolophus. În perioada aprilie-august, în peșteră se poate întâlni o colonie de naștere formată din cca 3000 indivizi, iar în perioada octombrie-aprilie, o colonie de hibernare de cca 1000 lilieci. Deoarece liliecii nu numai că nu sunt periculoși pentru oameni, dar au și un rol important în menținerea echilibrului ecologic, trebuie ocrotiți. 
Zona carstică Ponoarele include și alte obiective de interes turistic: Lacul Zăton și câmpul de lapiezuri din Dealul Peșterii; Cheile Băluței, Pădurea de Liliac. Peștera este ocrotită în cadrul rezervației naturale Podul lui Dumnezeu de la Ponoarele.
Telefoane utile:
- Institutul de Speologie ”Emil Racoviță”: +4021.211.38.74, +4021.212.88.63
- Dumitru Borloveanu (custode-ghid): +40252.381.545

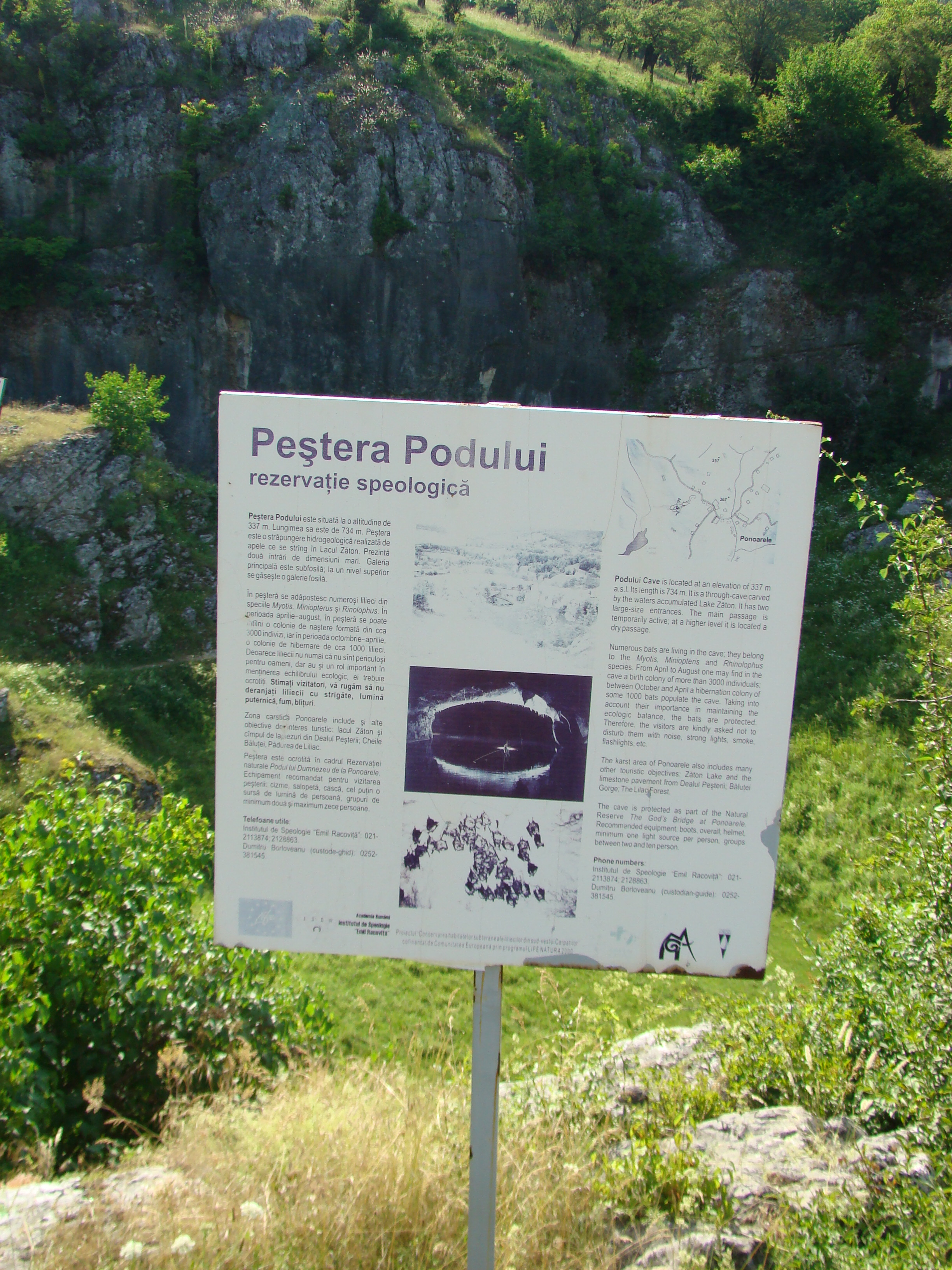
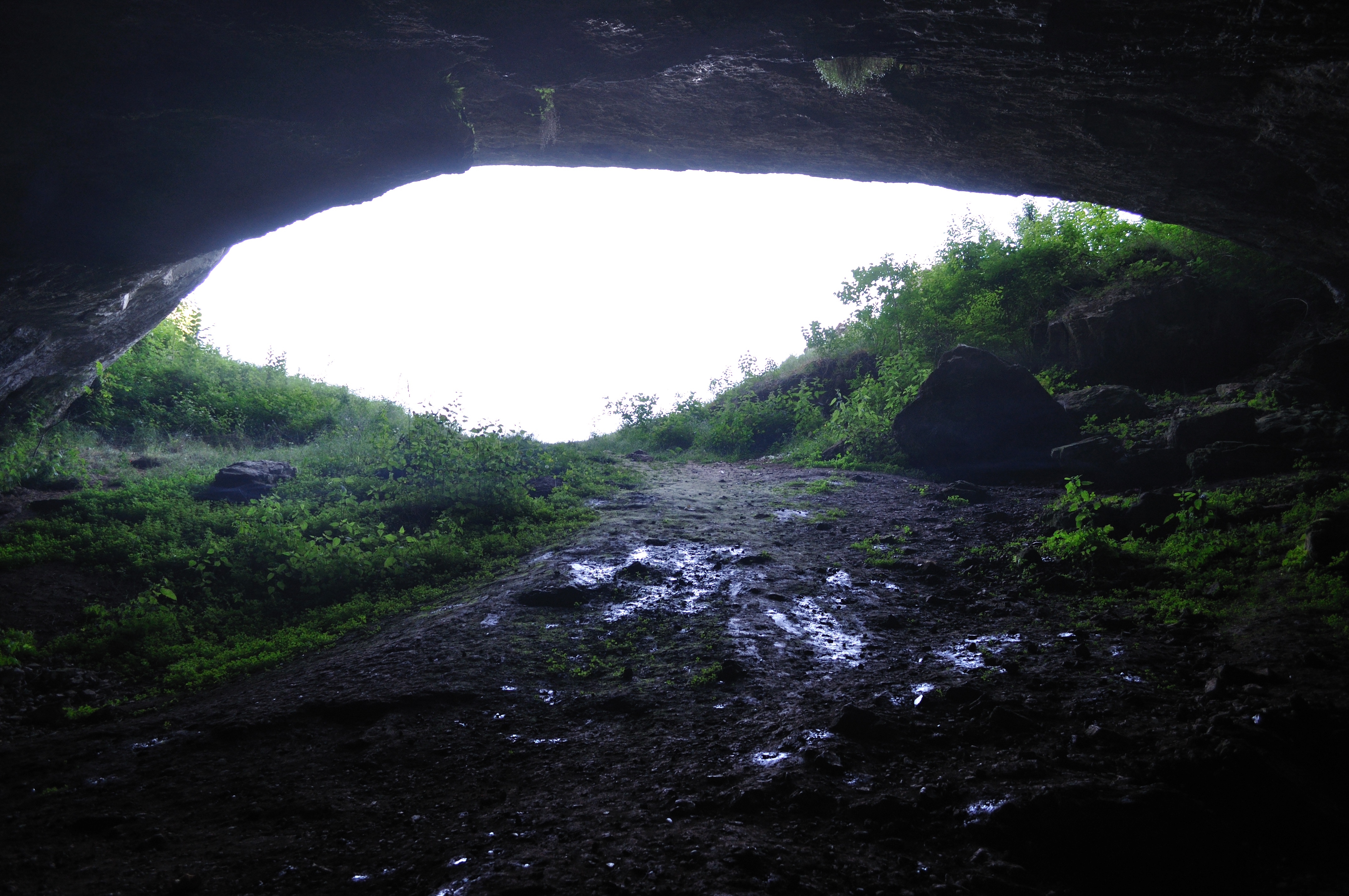
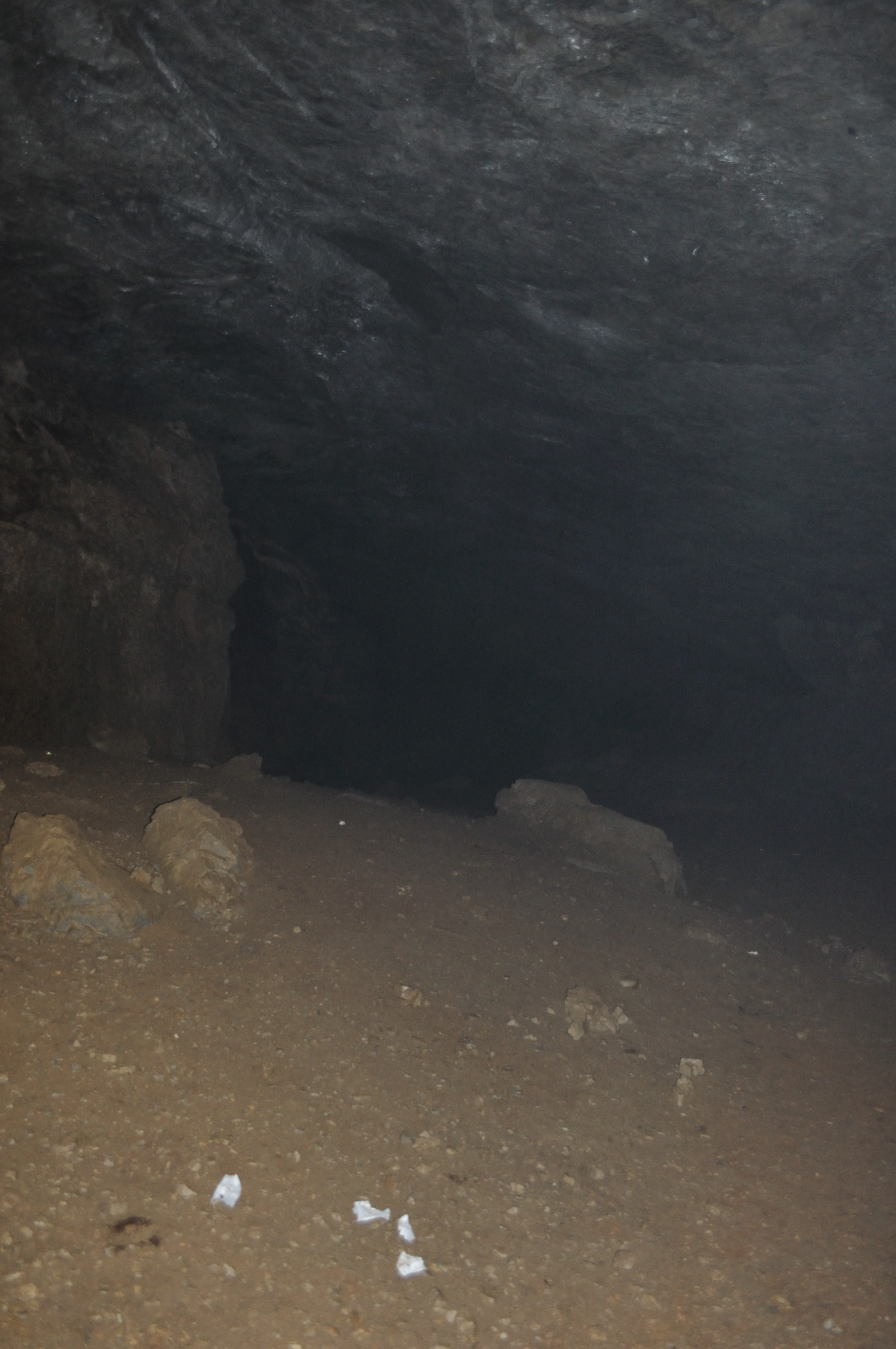